# 산베르나르도 (칠레)
산베르나르도(스페인어: San Bernardo)는 칠레 산티아고 수도주 마이포 현의 코무나이다.